# 아프리카살찐꼬리도마뱀붙이
아프리카살찐꼬리도마뱀붙이(African fat-tailed gecko)는 지면에서 살아가는 야행성 도마뱀붙이다.
아프리카 팻테일 게코는 표범도마뱀아과(en:Eublepharinae)에 속해있다. 이 아과에는 중앙아시아 남부, 인도, 파키스탄에 서식하는 레오파드 게코가 있다. 이 아과는 다른 게코와 확연히 다른 특징을 가진다. 이 녀석들은 육상성, 야행성이며, 깜빡일 수 있는 눈꺼풀이 있고, 동공이 세로로 찢어져있으며, 발바닥에 달라붙는 박판(en:Lamella (anatomy))이 없다.
아프리카 팻테일은 세네갈에서 카메룬까지의 서아프리카에서 발견된다. 이 녀석들의 서식지는 아주 건조하여, 대부분의 시간을 어둡고 습한 그늘진 곳에서 보낸다. 사육할 때는 습도를 원래의 서식 환경과 비슷하게 맞춰주는 것이 중요하다.
아프리카 팻테일은 보통 18–23 cm까지 자라며, 암컷이 수컷보다 조금 작다. 사육 상태에서는 10-25년을 살아간다. 일반적으로 갈색 바탕에 황갈색/베이지색 줄무늬가 있고, 등을 따라 가는 흰색 줄무늬가 있을 수 있다. 뱃살은 옅은 분홍색이나 황백색이다.
아프리카 팻테일은 다른 도마뱀붙이처럼 위협, 공격받으면 꼬리를 끊을 수 있다. 꼬리가 끊어지면 좀 더 둥그스름한, 머리와 비슷한 모양의 새로운 꼬리가 자라난다. 꼬리의 색상은 몸의 색상, 무늬와 일치하지 않을 수도 있다. 꼬리는 지방을 저장하는 데도 사용되어서 낙타처럼 중요한 에너지 저장고의 역할을 한다. 아프리카 팻테일은 꼬리 덕택에 음식 없이 며칠 동안 버틸 수 있다.

## 사육
아프리카 팻테일 게코는 애완동물로서 나름의 인기를 얻고 있지만 근연종 레오파드 게코만큼 사랑받지는 않는다. 아프리카 팻테일은 레오파드 게코보다 성질이 순하지만 습도를 더 높게 맞춰줘야 한다. 업계는 선별육종을 통하여 탠저린(tangerine), 알비노(albino), 패턴리스(patternless), 화이트아웃(white out), 애버런트 팻테일(aberrant fat-tails) 등의 다양한 색상형을 만들어냈다.